# Rachael Vanderwal
Rachael Vanderwal (27 de junho de 1983) é uma basquetebolista profissional britânica.

## Carreira
Rachael Vanderwal integrou a Seleção Britânica de Basquetebol Feminino, nos Jogos Olímpicos de Londres 2012, que terminou na décima-primeira colocação.